# Justin Kurch
Justin Kurch (* 20. April 1999 in Zeitz) ist ein deutscher Handballspieler.

## Karriere

### Im Verein
Mit 13 Jahren ging Justin Kurch an die Sportschule in Magdeburg und spielte dort für den SC Magdeburg. Vereinzelt stand er hier bereits im Kader des Bundesligateams. 2020 wechselte er zum Bundesligaaufsteiger HSC Coburg. 2021 stieg er mit Coburg in die 2. Bundesliga ab. Ab der Saison 2022/23 sollte er für den Zweitligisten Dessau-Roßlauer HV auflaufen, aber vor Saisonstart unterschrieb er kurzfristig einen Vertrag für den Bundesligisten HC Erlangen. In der Saison 2023/24 wird er für ein Jahr an den Erstligaaufsteiger ThSV Eisenach ausgeliehen. Auch in der Saison 2024/25 wird er weiter auf Leihbasis für Eisenach auflaufen. Im Sommer 2025 wurde sein Vertrag bei Erlangen vorzeitig aufgelöst und er wechselte fest nach Eisenach.

### In Auswahlmannschaften
Mit der deutschen Jugend-Nationalmannschaft nahm er an der U19-Weltmeisterschaft 2017 teil. Mit den Junioren gewann er bei der U20-Europameisterschaft 2018 die Bronze-Medaille.